# 시바 카르티케얀
시바 카르티케얀(Siva Karthikeyan)은 인도의 타밀어 영화 배우, 코미디언, 재생 가수, 프로듀서 및 작사가이다.

## 직업

### 2008–12
대학 재학 시절 각종 문화행사에 참여하며 무대에서 흉내내기와 스탠드업 코미디를 선보였다. 그는 학업 사이에 3개월의 휴식을 취했고 이 기간 동안 친구들은 Star Vijay에서 방영될 코미디 쇼 리얼리티 쇼 Kalka Povathu Yaru의 오디션을 보러 가자고 그를 설득했다. 그는 모방 예술가로 경력을 시작했다. 처음에는 참여를 꺼려했지만 그는 쇼에서 우승했다. 그는 그의 친구 Attlee의 Mugapputhagam, 정체성, Kurahl이다. .6 및 360을 포함한 여러 단편 영화에 출연했다. Eagan은 제작자 시바 카르티케얀을 알아 차리고 그에게 조연을 제안했지만 그의 역할은 최종 컷을 만들지 못했다.
판디라지 감독은 그의 영화 마리나에서 주연을 맡겠다고 그에게 접근했고 시바 카르티케얀은 프로젝트에 서명했다. 그는 Pandiraj의 지시에 완전히주의를 기울이고 마리나 해변을 방문하여 주변 환경을 조사하여 첫 번째 역할을 준비했으며 코미디에 대한 타고난 재능이 화면에 나타나기를 희망한다고 밝혔다. 영화에서 젊은 커플로 Oviya가 등장하는 Shiva의 연기는 "로맨스는 흑백 영화에 색을 더한다"라는 비판적인 평을 하는 반면 비평가들은 Senthilnathan의 "Shiva는 그 자신이 되기 위한 역할이 필요하다. 이 배우의 연기는 그저 케이크일 뿐이다."
Marina가 석방되기 전에 Aishwarya Dhanush는 호스트로 무대에서 그녀의 작업에 깊은 인상을 받은 후 3에서 Dhanush의 친구로 지원 역할을 하기로 계약했다. 상당한 사전 출시 홍보 후, 이 영화는 진지한 영화에서 유머러스한 안도감을 제공하면서 시바 카르티케얀의 작품을 칭찬한 비평가들로부터 긍정적인 평가를 받았다. 이 프로젝트는 또한 시바 카르티케얀이 종종 영화 산업의 멘토라고 말한 Dhanush와의 약혼의 시작을 표시했다. 그는 Azil의 로맨틱 코미디 Manam Kothi Parvai에서 다음으로 나타났다. 이 영화는 엇갈린 평가를 받았지만 박스 오피스에서 좋은 성과를 보였다.
한 비평가는 영화가 "시바 카르티케얀이 영화에서 주연을 맡고 있는 플랫폼을 제공할 수 없다."라고 말했다.

### 2013- 현재
2013년에는 세 편의 영화에 출연했다. 올해 첫 개봉에서 이중 영웅 시바 카르티케얀과 함께 다가오는 코미디인 컷 빌라 킬라디 랑가는 다시 한번 판디라지와 파트너 관계를 맺고 고향 티루치라팔리에서 비말과 함께 영화를 촬영했다. 영화 평론가들에게 긍정적인 평가를 받는다. 이 영화는 박스 오피스에서 대성공을 거두었고 제작자와 배급사 모두에게 수익성 있는 벤처가 되었다. 그의 다음 성공은 다누쉬의 첫 번째 제작 벤처인 Ethir Nichal을 통해 이루어졌으며, 이 작품은 전 영화 감독 베트리마란의 조수였던 루피 백화점 센틸쿠마르가 각본과 감독을 맡았다. 주자로서의 재능을 가진 청년이 자부심 속에서 자신의 정체성을 확립하기 위해 노력하는 이야기이다. 2013년 그의 세 번째 개봉작인 폰람 감독의 코미디 바루타파다다 발리바르 상암은 그를 무모한 시골 청년으로 묘사했으며, 그곳에서 그는 또 다른 신인인 Mr. Divya와 협력했다. 배우 Sokori는 시바 카르티케얀의 가까운 동료로 영화에서 중추적인 역할을 했다. 시바 카르티케얀이 영화에서 노래를 부른 것은 이번이 처음이며 영화를 만들기 위해 홍보 비디오가 공개되었다. 그는 Siffi의 연기에 대해 비평가들로부터 긍정적인 평가를 받았다. "시바 카르티케얀은 그의 바디 랭귀지, 눈 및 대화 전달로 화면에서 이 원사를 매우 신뢰할 수 있게 만들기 때문에 보스판디만큼 멋진 것으로 간주된다." 또 다른 평론가는 그를 만나 반가웠다며 대본을 썼다고 말했다. 이 영화는 극장 공연 중 100일을 완료했으며 현재까지 시바 카르티케얀의 가장 큰 상업적 흥행 성공이다. 2013년 시바 카르티케얀의 재미있는 공연은 시바 카르티케얀이 "기억에 남는" 무대로 묘사한 무대에서 그에게 올해의 엔터테이너를 위한 Vijay 상을 받았다.
2014년 AR 무루가도스에서 제작한 코미디 영화 Mann Karate로 데뷔했다. 영화에서 그는 자신을 권투선수로 여기며 소녀에게 감동을 주기 위해 무모한 도시 청년으로 그려졌다.
2015년 시바 카르티케얀은 세포이 액션 영화를 위해 Athir Nichal 감독 Durai Senthilkumar와 다시 한 번 협력했다. 이 영화는 2015년 2월 27일에 개봉되었다. 위험을 무릅쓰고 암시장 장기기증을 막고 수사관을 목표로 하는 정직한 순경의 이야기다. 그는 또 다른 신인 Kirti Suresh가 연기한 Rajni Murugan의 영화에서 Varuthpad Valibar Sangam 감독과 다시 손을 잡았다. 영화 제작자 N. Linguswamy는 영화의 늦은 개봉으로 인한 손실로 인해 결국 시바 카르티케얀에게 급여를 제공하지 못했다. 그의 영화 Remonvodit Bakkiraj Kannan이 감독하고 RD Raja가 제작한 시바 카르티케얀은 사랑에 빠진 젊은이들을 사랑을 위한 여성 간호사로 묘사했다. 시바 카르티케얀의 다음 영화 감독은 Mohan Raja의 액션 스릴러 Velekkaran이었고 Nayantara와 짝을 이루었고 Fahad Fasil이 주요 상대였다. 직원이 사회에서 식품 불량에 맞서 싸우는 이야기를 그린 영화로 2017년 12월 22일 개봉하여 비평가들의 긍정적인 평가를 받았다. 그 다음은 Seemaraja가 특별히 감독한 Poonaram이다. 2018년 9월 13일에 공개된 캐스트 캐스트가 포함된 이 영화에는 사만다 아키네니, 심란, 랄 및 Sori가 Ganesh Chaturthi 축제와 함께 했다. Arunraj Kamaraj가 감독한 그의 다음 영화 Kana는 시바 카르티케얀을 아이쉬와라 라제시 및 사티아라즈와 함께 크리켓 코치로 출연했다. 이 영화는 2018년 12월 21일에 개봉되었다. SK프로덕션의 첫 작품이다.
시바 카르티케얀의 다음 영화는 나얀타라가 두 번째로 주연을 맡은 Mr. Local로 좋지 않은 평가를 받았다. 그는 Kana를 리메이크한 Kansalya Krishnamurthy 영화에서 아이쉬와라 라제시와 함께 텔루구어 영화 경력을 시작했다.
2019년 시바 카르티케얀은 가족 드라마 영화 남마 비투 필라이와 슈퍼 히어로 영화 Hero에 출연했다. 2021년 그녀의 다음 릴리스는 Doctor Who와 Ailan이다.

## 비판

### 체이스 논란
시바 카르티케얀은 종종 화면에서 칭찬에 대한 비판을 받았다. 이 묘사는 그의 초기 영화에서 흔히 볼 수 있었지만, 2016년 영화 Remo가 개봉되었을 때 큰 비판에 직면했다. 그곳에서 그는 드레스를 입고 함께 출연한 Kirti Suresh를 멈추게 했다. 첸나이에 기반을 둔 PhD 학자 Aishwarya V는 Swati 살인 사건 이후 같은 해(2016년 6월)에 발생한 "Calling Out Stacking" 캠페인을 통해 타밀 영화에서 Mahimamandan에 대한 온라인 청원을 시작했다. 전국적인 생산으로 이어졌다. Rosh는 타밀어 영화가 정기적으로 여성을 유혹하는 허용 가능한 방법으로 스태킹을 홍보하지만 여성에 대한 범죄에도 책임이 있다는 사실을 알지 못했다고 말했다. 그리고 그들의 청원자들이 그 묘사 때문에 영화를 보이콧하도록 공개적으로 옹호하고 있다. 많은 비평가들, 특히 영국 언론의 비평가들은 이 영화, 특히 Anand Vikatan에 대해 "타밀어 영화와 사회에 해롭다"는 평을 내렸다. 2011년 3월 말에 시바 카르티케얀은 자신의 차기 영화에 술을 마시거나 쳐다보는 장면이 없을 것이라고 발표했다.

### Remo 성공 회의 문제
2016년 10월 12일 Remo의 성공에 시바 카르티케얀은 감정적이며 무대에서 울었다. 그는 영화가 개봉할 준비가 되었을 때 많은 장애물이 있었고 사람들이 그것이 개봉되지 않았는지 확인하고 싶어한다고 밝혔다. 그의 Rajini Murugan이 2016년 1월에 출시가 연기되는 것을 보았을 때 그는 비슷한 시련에 직면했다.
타밀나두 프로듀서 협의회 사무총장인 PL 테나판(PL Thenappan)은 웹사이트에서 K. 구난벨라자의 스튜디오 그린, K 마단 마단 바그네 배우, 벤더 시네마 고발자들이 자신들의 영화에 일하기 위해 선금을 받았지만 약속을 이행하지 못했다고 보고했다. Gyanvel Raja는 계약서 사본을 한 부 갖고 있지만 다른 두 사본은 동일하지 않다. 한편, 시바 카르티케얀은 Gyanaval Raja로부터 선금을 받았다는 사실을 인정했지만 다른 두 사람에 대한 언급은 없다. 배우 Simbu와 Vishal은 이 문제에 대해 시바 카르티케얀을 지지했다.